# Xenotrichula intermedia
Xenotrichula intermedia is een buikharige uit de familie Xenotrichulidae. Het dier komt uit het geslacht Xenotrichula. Xenotrichula intermedia werd in 1934 voor het eerst wetenschappelijk beschreven door Remane. 